# Inspecteur du permis de conduire et de la sécurité routière
Pour les articles homonymes, voir IPC.
L'Inspecteur du permis de conduire et de la sécurité routière (également désigné par les sigles IPC ou IPCSR) est chargé de faire passer les épreuves théoriques et pratiques des différents permis de conduire en France. Il donne un avis sur les aptitudes à la conduite des candidats et délivre un certificat provisoire. En France, le permis de conduire est délivré par le Préfet du département,.

## Description
L'inspecteur du permis de conduire et de la sécurité routière en France est un fonctionnaire du ministère de l'intérieur, recruté sur concours administratif de catégorie B, et placé sous l'autorité hiérarchique d'un délégué au permis de conduire. Il est affecté sur un centre d'examens principal dans un département et peut se déplacer sur tous les centres d'examens de ce département voire sur tout le territoire français (y compris l'outre-mer) en cas de besoin.  
Pour pouvoir se présenter au concours externe, il faut être titulaire du baccalauréat (ou d'un diplôme équivalent de catégorie IV, comme le BEPECASER), en interne de 4 ans de services effectifs et du permis B (voiture) pour les deux. Le concours comporte deux épreuves d'admissibilité, une qui consiste en une dizaine de questions sur le code de la route et la fonction publique, l'autre en une note de synthèse sur des sujets d'actualité et une épreuve d'admission qui consiste en un oral de 25 minutes comprenant 5 minutes de présentation et 20 minutes d'échange avec le jury. 
Pendant leur formation à l'INSERR, les inspecteurs stagiaires obtiendront les qualifications aux permis B et A. Les qualifications au permis poids lourd s'obtiennent par la suite, en formation continue.

## Examen du permis de conduire
Les inspecteurs du permis de conduire et de la sécurité routière se réfèrent à une procédure écrite où sont consignées toutes les actions de conduite qui sont définies par des erreurs mineures, sérieuses ou graves qui doit les guider dans leur jugement.
Une erreur mineure est une action de conduite ou un comportement qui ne reproduit pas exactement les savoir-faire définis pour chaque compétence de conduite, mais n'ayant aucune incidence sur la sécurité.
Une erreur sérieuse est une erreur pouvant être grave, mais n'ayant pas mis immédiatement en cause la sécurité. Elle est annoncée verbalement au candidat par l'inspecteur du permis de conduire.
Une erreur grave résulte d'une action (ou d'une non-action) plaçant les autres usagers et/ou le véhicule dans une situation où la sécurité dépendrait essentiellement des réactions des tiers. Elle doit être annoncée au candidat, qu'il y ait intervention physique ou pas. Une seule erreur de ce type entraîne l'ajournement du candidat.
Depuis la réforme du permis de conduire datant de 2009, l'examen est noté sur 31 points. Le candidat doit obtenir au moins 20 points sans commettre de fautes graves. Celles-ci sanctionnent en effet le candidat par un ajournement.
Son appréciation est encadrée par un système précis d'évaluation, même si l'interprétation de l'inspecteur entre parfois en compte. Toute agression ou injure à son encontre est susceptible de poursuites judiciaires notamment en cas d'outrage. Ce risque est devenu faible en raison de la mise en place de l'annonce différée du résultat (résultat envoyé au candidat par voie postale et non plus communiqué par l'inspecteur à l'issue de l'épreuve pratique).
Cette fonction de passage du permis de conduire était au début du XXe siècle assuré par des ingénieurs des Mines et était un mode de reconversion pour les anciens militaires,policiers et pompiers (au titre d'emplois réservés).

## Autres fonctions
Les inspecteurs participent aussi à des contrôles des CSSR (centres de sensibilisation à la sécurité routière) et effectuent des audits en auto-écoles dans le cadre des labels.